# Copa Casino (schip, 1951)
In Nederland is de Copa Casino nog het meest bekend onder haar oude doopnaam Rijndam. Het schip werd in 1949 ontworpen als een combinatie van vrachtschip en passagiersschip met de naam Dinteldijk. In 1950 werd echter besloten om het uitsluitend voor de passagiersvaart te bouwen en Rijndam te noemen. Het werd afgeleverd 19 juni 1951 na de proefvaart bij de Holland America Lijn aan de Wilhelminakade in Rotterdam. Roepnaam in die tijd: PHFR.
Het was een zusterschip van de Maasdam. Het verschil tussen beide schepen is het gemakkelijkst te zien bij de salon. De Maasdam had daar 2x drie ramen, waar de Rijndam twee en vier ramen had. Beide schepen hadden een bijzonder slanke schoorsteen, een Strombos Aerofoil funnel, die voor het eerst was toegepast op het Franse schip President de Cazalet in 1950. Deze had een relatief lage luchtweerstand en daardoor een slipstream die de rook van het dek hield. Ze hadden op het achterschip op het promenade dek een buitenzwembad, zodat ze in de winter ook als cruiseschip gebruikt konden worden.
Na de oorlog speelden beide schepen een belangrijke rol bij de emigratie van veel inwoners van Europa. Ze maakten vele reizen naar New York en Pier 21 in Halifax (Nova Scotia), Canada, waar veel emigranten in van boord gingen.

## Rijndam
- Een van de voornaamste problemen met beide zusterschepen was het ontwerp van de romp als vrachtschip. Voor het comfort van de passagiers rolden en stampten de schepen eigenlijk te veel. In december 1954 werd de Rijndam voorzien van stabilisatoren bij Wilton Fijenoord.
- Januari 1955 Wegens trillingen teruggekeerd naar Southampton. Stabilisatievinnen weer verwijderd.
- 1956: Nieuwe stabilisatievinnen, nu van het type Denny Brown, die het comfort van de passagiers in zeegang sterk positief beïnvloedden.
- 1960: Ingezet voor de vaart op Montreal.
- 1961: Zowel op de Rijndam als op de Maasdam werden 24 toeristen klasse hutten op het Main Deck verbouwd tot luxe hutten, waardoor het aantal bedden in de toeristen klasse afnam tot 822. Bovendien werd de First Class Lounge uitgebreid met een smaakvolle bar in een alkoof aan stuurboord.
- 6 november 1964: Ingezet voor een nieuwe dienst op Australië – Nieuw-Zeeland.
- 1965: Eerste reis rond de wereld.
- Februari 1966: Verbouwd bij werf Norddeutcher Lloyd in Bremerhaven.
- Na de verbouwing werd de Rijndam verkocht aan de Europa Canada Line GmbH, een dochteronderneming en werd geregistreerd in Bremen, onder Duitse vlag. De inmiddels gele schoorsteen werd voorzien van een groene band met witte ruiten. De bedoeling was goedkope studentenreizen te organiseren, de bemanning werd vervangen door Duitsers met een lager salaris.
- 8 oktober 1966: vertrok het schip voor de eerste reis met studenten van Bremerhaven naar New York.
- 20 oktober 1966: vertrok ze voor een cruise rond de wereld in charter voor het Chapman University College in Orange, Californië. Er werd geen verschil in klassen gemaakt; er was ook selfservice in de dining room. Tussen de reizen voor de 'floating university' cruises door maakte stak ze de Atlantische Oceaan over voor diverse andere studentenorganisaties.[1]
- Augustus 1967: werd schade aan een ketel geconstateerd. Hersteld bij Wilton Fijenoord te Schiedam.
- 28 augustus 1967: De Holland America Lijn was ontevreden met het management van de Duitse dochter, vond dat er te weinig winst was gemaakt, en het schip werd weer overgedragen aan een Nederlandse dochter, "Scheepvaart Maatschappij Trans-Ocean". ook deze dochter specialiseerde zich in emigranten en studenten. De schoorsteen werd weer overgeschilderd met een smalle rood-wit-blauwe band en er kwam weer een Nederlandse bemanning aan boord. Trans Ocean gaf het schip een nieuwe naam: Waterman

## Waterman
- 29 september 1967 vertrok het schip uit Bremerhaven en kwam op 9 oktober aan in New York, waar ze weer vertrok op 11 oktober voor een wereldreis met het Chapman University College.
- 24 mei 1968 Vertrokken voor een aantal reizen New York – Rotterdam.

## Rijndam
- 10 oktober 1968 kreeg ze in New York haar oorspronkelijke naam Rijndam weer terug en vertrok weer voor 2 reizen met studenten van het Chapman University College, tot 27 mei 1969.
- Juli 1970 Opgelegd te Schiedam.
- 9 oktober 1970 Weer in de vaart, nu met Indonesische stewards. Dat inzetten van goedkopere krachten leverde in die tijd heel wat commentaar in de krant.
- 1 februari 1971 Laatste Campus Afloat cruise voor het Chapman University College.
- 1 juni 1971 Opgelegd te SCHIEDAM.
- 18 augustus 1972 Verkocht aan World Wide Cruises, handelsnaam van Epirotiki Steamship Nav. Co. te Piraeus, een Griekse maatschappij met een Panamese nevenvestiging, en kreeg het de naam Atlas, gevolgd door een ingrijpende verbouwing.[2] Geregistreerd in Panama.

## Atlas
- 1973 Het schip werd grondig verbouwd om het weer een eigentijdse uitstraling te geven. Zo werd o.a. de boeg aangescherpt, naast interne verbouwingen.
- Juni 1977 In charter voor TUI, Duitsland, tot oktober 1977.
- Zomer 1986  Opgelegd te Eleusis, Griekenland.

## Pride of Mississippi
- 24-12-1988 Verkocht aan Gulfside Casinos Inc en ingezet als varend casino met korte cruises in de Golf van Mexico, onder de nieuwe naam Pride of Mississippi Thuishaven: Gulfport in Mississippi

## Pride of Galveston
- 1991 Na wijziging van de wet op de casinos opgelegd te Galveston in Texas en weer voorzien van een nieuwe naam: Pride of Galveston
- 1993 Na een amendement van de casinowet teruggekeerd naar Gulfport. Een nieuwe naam: Copa Casino.

## Copa Casino
- 1993 Vast afgemeerd in de haven van Biloxi, Mississippi als het drijvend casino. Maar toen de onderneming ook een vestiging aan de wal opende werd besloten het schip te laten slopen.
- 1995 uit de zeevaart. Later opgelegd te Mobile in Alabama.
- Voorjaar 2003 Verkocht aan Argo Systems FZE[3] voor sloop in Alang, India.
- Vertrokken 3 maart 2003 uit Mobile en gesleept door de Fairplay XIV.
- 14 maart 2003 is de Copa Casino in de problemen gekomen
- 16 maart 2003 zonk het schip voor de kust van de Dominicaanse Republiek. Het schip ligt nu op zo'n 2500 meter diepte.